# Dazhaizi Xiang
Dazhaizi Xiang (kinesiska: 大寨子, 大寨子乡) är en socken i Kina. Den ligger i provinsen Yunnan, i den sydvästra delen av landet, omkring 280 kilometer norr om provinshuvudstaden Kunming. Antalet invånare är 10 064. Befolkningen består av 4 683 kvinnor och 5 381 män. Barn under 15 år utgör 29,0 %, vuxna 15-64 år 60 %, och äldre över 65 år 10,0 %.
Genomsnittlig årsnederbörd är 1 022 millimeter. Den regnigaste månaden är juli, med i genomsnitt 230 mm nederbörd, och den torraste är december, med 5 mm nederbörd.